# Solariella sericifila
Solariella sericifila är en snäckart som först beskrevs av Dall 1889.  Solariella sericifila ingår i släktet Solariella och familjen pärlemorsnäckor. Inga underarter finns listade i Catalogue of Life.